# ホセ・サロモン・ロンドン
ホセ・サロモン・ロンドン・ヒメネス（José Salomón Rondón Giménez, 1989年9月16日 - ）は、ベネズエラ・首都地区ミランダ州カラカス出身のサッカー選手。ラ・リーガ・レアル・オビエド所属。ベネズエラ代表。ポジションはフォワード。
2008年以来、ベネズエラ代表で100以上のキャップを記録し、同国代表の最多得点記録保持者である。バスケットボール選手のマイケル・ジョーダンに憧れ、クラブや代表では主にジョーダンと同じ背番号「23」を背負い、コパ・アメリカには5回出場して2011年大会ではベネズエラを4位に導いた。

## クラブ経歴

### キャリア初期
ベネズエラの首都カラカス西部で育ったロンドンは、彼の父が軍学校の化学教授であったこともあり中流階級の家庭に生まれ、ベネズエラ国内でサッカーよりも人気が高かったバスケットボールなどをして幼少期を過ごした。そのため、ロンドンもバスケットボール選手になることも一時期は検討し、プロサッカー選手となった後もバスケットボール選手のマイケル・ジョーダンに憧れ、クラブや代表ではジョーダンと同じ背番号「23」を積極的に着用することになる。
2005年にデポルティーボ・グリマFCからアラグアFCの下部組織に移り、2006年10月8日のカラボボFC戦でトップチームデビューした。2007年4月8日のカラカスFC戦で初得点を挙げた。

### スペイン

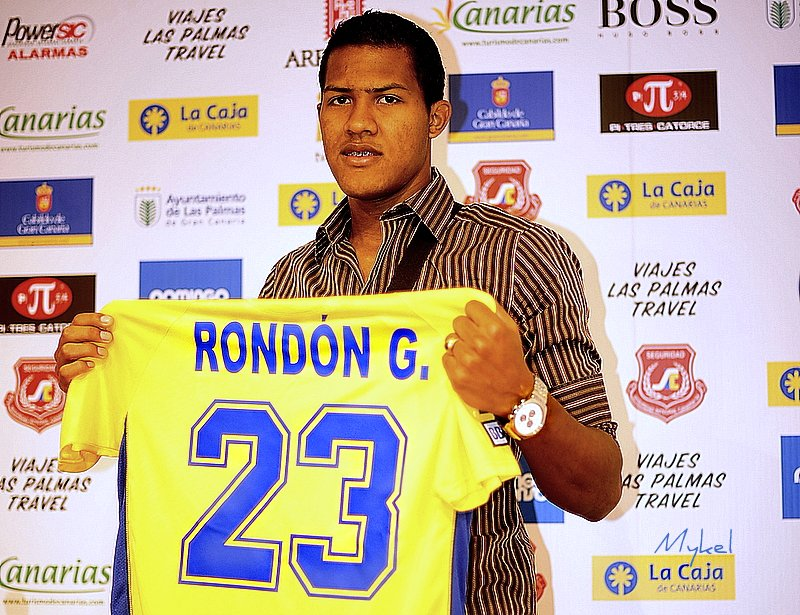
ラス・パルマス入団会見時のロンドン

2008年夏、スペイン・セグンダ・ディビシオン（2部）のUDラス・パルマスに移籍し、8月16日のFCバルセロナBとのプレシーズンマッチで初めて試合に出場した。10月4日のデポルティーボ・アラベス戦でリーグデビューしたが、2008-09シーズンは10試合に出場して無得点に終わった。2009年9月2日、コパ・デル・レイのカディス戦で移籍後の公式戦初得点を挙げ、19歳11か月17日でのゴールはクラブの外国人最年少得点となった。2009-10シーズンは36試合に出場して10得点を挙げ、クラブをセグンダ・ディビシオンB（3部）降格から救った。
2010年7月19日、プリメーラ・ディビシオン（1部）のマラガにクラブ史上最高金額の 移籍金350万ユーロで移籍した。8月28日、2010-11シーズン開幕戦のバレンシア戦に先発出場すると、9月19日のセビージャ戦(1-2)で初得点となる先制点を挙げ、その4日後のヘタフェ戦(2-0)でも得点した。12月5日のラシン・サンタンデール戦 と1月22日のバレンシア戦 では1試合2得点を挙げ、コパ・デル・レイのセビージャ戦1stレグでも2得点を記録した。ヘディングシュートを得意としており、2010-11シーズンのリーグ戦で挙げた14得点のうち6得点はヘディングによるものである。
2011-12シーズンはオランダ人FWのルート・ファン・ニステルローイがマラガに加入。ロッカールームを共有したのはこの1シーズンだったが、2015年にプレミアリーグに移籍する際にはマンチェスター・ユナイテッドでのプレー経験があった彼から生活上の助言をもらう仲になった。

### ロシア
2012年8月5日、ロシア・プレミアリーグのFCルビン・カザンに4年契約で移籍。

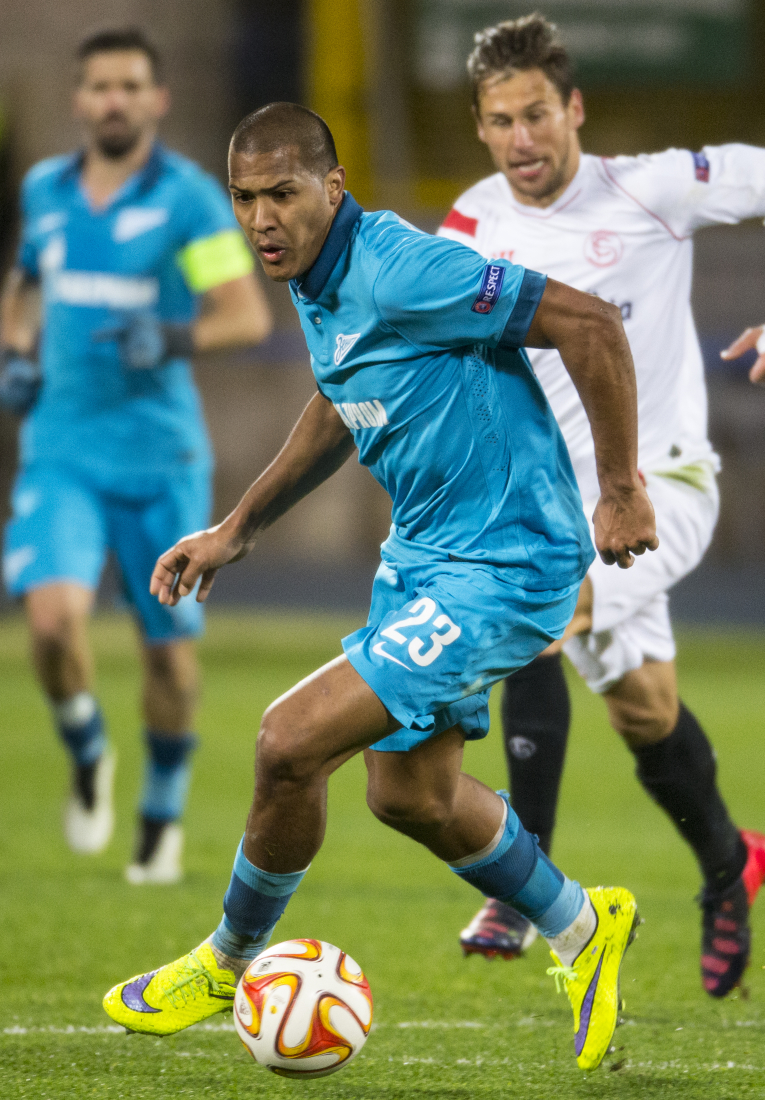
ゼニトでプレーするロンドン

2014年1月、ロシア・プレミアリーグのFCゼニト・サンクトペテルブルクに5年契約で移籍。2012年にゼニト最大のサポータークラブがアフリカ系選手と同性愛の選手をチームから除外する要求を提出して以来最初のアフリカ系選手になった。37試合で20ゴールを挙げてロシア・プレミアリーグを制し、UEFAヨーロッパリーグでは準決勝に進出した。

### イングランド

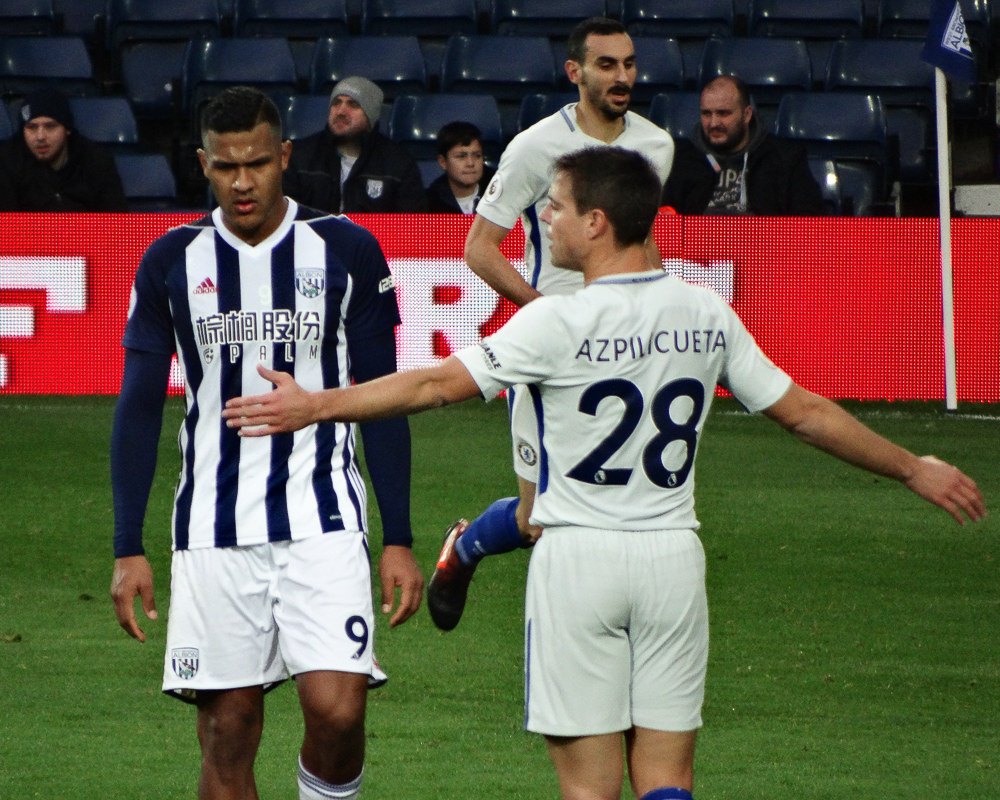
WBAでプレーするロンドン（左）

2015年8月10日、プレミアリーグのWBAに、クラブ史上2番目の1200万ユーロの移籍金で、4年契約で移籍。フェルナンド・アモレビエタに次ぐプレミアリーグ史上2人目のベネズエラ出身選手となり、8月29日のストーク戦で移籍後初の決勝ゴールを決めた。
移籍して間もない頃はコンスタントに先発出場を果たし、一時は将来を嘱望されていたサイド・ベラヒーノらを抑え込んで出場を重ねた。しかし、トニー・ピューリスのチームでは期待されていた活躍はできず、1年目はプレミアリーグ34試合出場でわずか9ゴールしか挙げることができなかった 。
2016年12月、スウォンジー戦でヘディングのみでハットトリックを達成。プレミアリーグにおいてヘディングのみによるハットトリックを達成したのはダンカン・ファーガソンに次いで2人目であった。
ターゲットマンとしての献身的にプレーをしたロンドンは、バギーズの最初の2シーズン、プレミアリーグでそれぞれ14位と10位という成績に貢献したが、翌シーズンにWBAが20位でリーグ降格をした後、ロンドンは早々に退団すると思われていた。
けれども、2018年8月6日、ニューカッスル・ユナイテッドにドワイト・ゲイルと入れ替わる形で1シーズンのレンタル移籍。リーグ戦においては、序盤は負傷により、欠場をしたが、11月26日のAFCボーンマス戦で移籍後リーグ初得点を含む2得点を挙げる。結果、このシーズンはリーグ通算11得点7アシストを記録し、クラブの2018-19シーズン最優秀選手に選出された。
2019年7月19日、ニューカッスル時代の恩師であるラファエル・ベニテスの誘いを受け、中国超級リーグの大連一方足球倶楽部に移籍した。
2021年2月15日、ロシア・プレミアリーグ・CSKAモスクワにレンタル移籍。さらに同年8月31日には、フリーでエヴァートンに加入した。契約期間は2年でさらに1年延長オプションが付帯する。
2022年12月16日、2023年までの契約を解除してエヴァートンを退団した。

### リーベル・プレート
2023年1月30日、CAリーベル・プレートへの加入が発表された。
アルゼンチンでは35試合に出場し10得点を挙げ、そのうちの1つはラ・ボンボネーラで行われたボカ・ジュニアーズとのダービーマッチであり、リーベルはリーグ優勝も果たした。しかし、2023年末に突如としてチームを退団。のちに彼は名前こそ伏せたもののリーベル・プレートのある選手に侮辱されトラブルになったことに加えて、アルゼンチン全体の行政手続きの不自由さなどにより私生活で悩まされたこともアルゼンチンを去った一因であることを明かした。
「自分にとってはもうリーペル・プレートはキャリアの中の１つのチームにすぎない。それ以上でもそれ以下でもない。多くの人に「お前は上手くいかなかった」と言われたが、35試合に出場して10ゴールも決めた。もし本当に上手くいかなかったら無得点に終わったラス・パルマスの時のようになっていただろう。」
さらに、「（パチューカに移籍のために）メキシコへ12月28日に到着すると、1月8日には身分証明書を手に入れた。それとは対照的にアルゼンチンでは1月28日に到着したが、8月7日までIDカード（訳註:アルゼンチンの全国民と長期滞在する外国人に発行される身分証明書。銀行の口座開設や公共サービスの利用に必須となる。）を手に入れることができなかった。それがすべてを物語っている。」と彼は語った。

### パチューカ
リーベルを去った直後、リーガMXのCFパチューカに加入することが発表された。パチューカに加入するとすぐに新天地に適応し、2024クラウスーラレギュラーシーズンで8ゴールを挙げ、クルス・アスルのウリエル・アントゥナ、ネカクサのディベル・カンビンドらと共に得点王に輝いた。これによりロンドンはリーガMXで得点王のタイトルを獲得した最初のベネズエラ人選手になった。

#### レアル・オビエドへのローン
2025年7月3日、CFパチューカから同じグルポ・パチューカ傘下のレアル・オビエドに1シーズンローンで加入。3年ぶりのヨーロッパ1部リーグへの復帰、そして13年ぶりのスペイン1部リーグへの復帰となる。

## 代表経歴

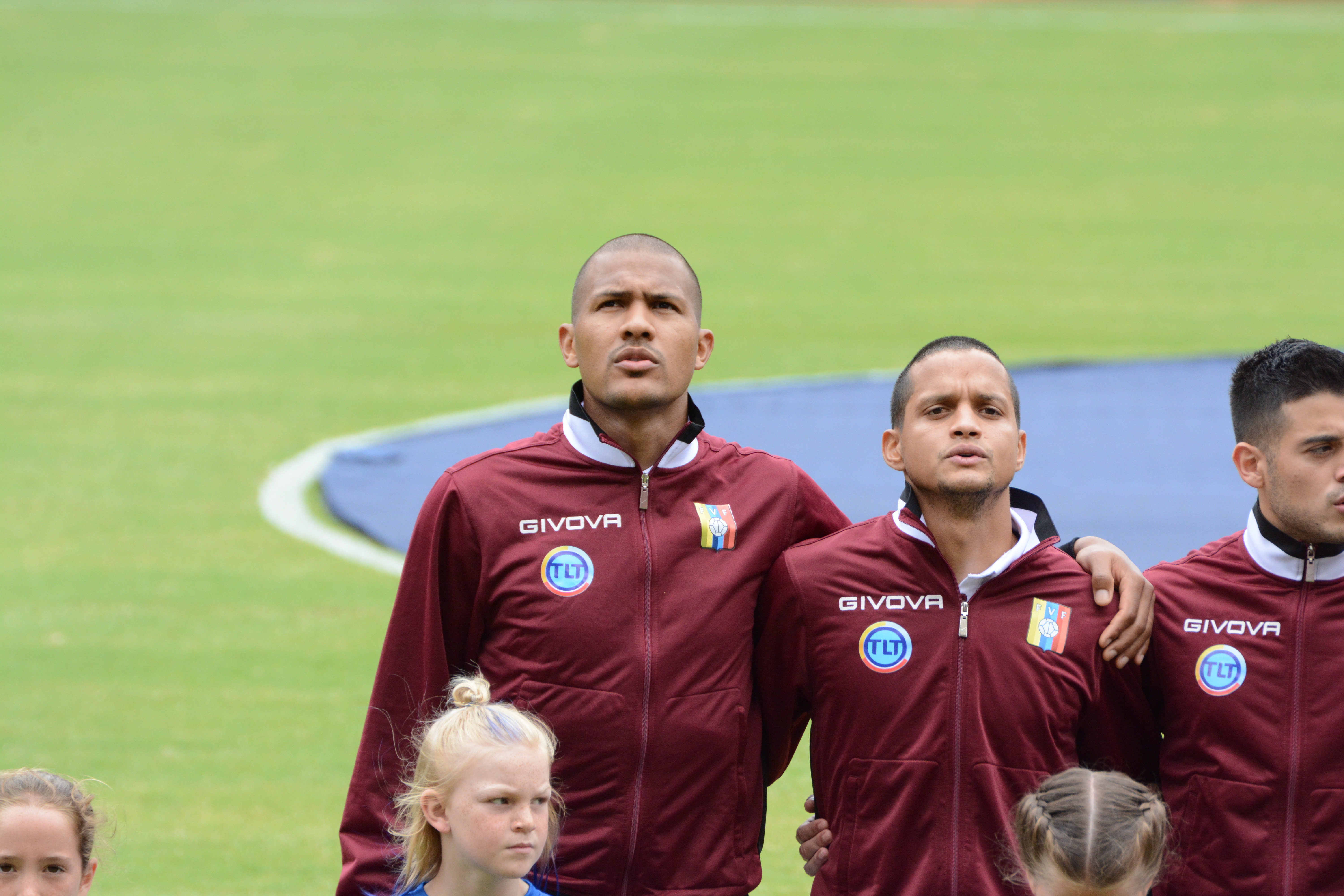
2019年6月9日、アメリカ戦に挑むベネズエラ代表でのロンドン（左）

2008年2月3日のハイチとの親善試合でベネズエラA代表デビューを飾り、3月23日のエルサルバドルとの親善試合(1-0)で初得点を挙げた。
2009年にはU-20ベネズエラ代表としてエジプトで開催された2009 FIFA U-20ワールドカップに出場し、グループリーグのU-20タヒチ戦でハットトリックを記録するなど、通算4得点を挙げてベスト16進出に貢献した。
2011年2月9日にはコスタリカとの親善試合で2得点を挙げた。
2015年5月、ベネズエラサッカー連盟の会長だったラファエル・エスキベルが2007年から2023年までのコパ・アメリカのマーケティング権の売却に関連して数百万ドル相当の賄賂を受け取ったとして告発され、チューリッヒで行われていたFIFA議会で緊急逮捕された。エスキベルの身柄はスイスからアメリカに引き渡されたが、彼は賄賂への関与を否定。これに憤慨したロンドンを含む15人のベネズエラのサッカー選手は連盟の役員が交代しない限り2018 FIFAワールドカップ・南米予選の残りの試合を拒否する声明を出した。
2016年、コパ・アメリカ100周年を記念して開催されたコパ・アメリカ・センテナリオでは、グループステージで同大会最多優勝回数を誇るウルグアイを押しのけて2位通過で準々決勝に進出。準々決勝ではアルゼンチンと対戦して1得点を挙げたが、ゴンサロ・イグアインの2ゴールやガブリエル・バティストゥータ氏が持っていたアルゼンチン代表最多得点記録（54得点）に並ぶリオネル・メッシの代表通算54得点目などにより1-4で敗れベスト4進出は叶わなかった。
2019年10月10日、カラカスで開催されたボリビアとの親善試合では、後半にジョン・チャンセジョールが頭で落としたこぼれ球をバイシクルシュートで決めてチームに3点目をもたらした。さらにその後にもPKによる得点を挙げてベネズエラは4-1で快勝した。
2019年11月19日の日本との親善試合で前半だけでハットトリックを達成した。
コパ・アメリカ2024では、グループB第2節のメキシコ戦、ジャマイカ戦で1得点ずつを挙げてグループを首位で通過した。準々決勝では、コパ・アメリカ初参加のカナダと対戦。1点を負うビハインドの状況で、自陣ゴール前から大きく蹴り出されたクリアボールに反応したロンドンは、ハーフウェーラインを超えた地点からロングシュートを試みた。ボールは前に出ていたカナダ代表GKマクシム・クレポーの頭上を越え、そのままゴールネットに吸い込まれ3試合連続でゴールを決めた。しかし、1-1の同点で迎えたPK戦で敗れたためベネズエラはベスト8敗退となった。

## 人物
- 2016年時点での代理人はフアン・マタの父であり、プレミアリーグに移籍する際には先述のファン・ニステルローイと代理人である彼を介してマタから助言を受け、それがありイングランドの地に適応できたと語っている[9]。
- 結婚しており子どももいるが、彼女らがどのような人物なのかを公にしていない。経済的に貧しく世界でも有数の殺人発生率の高さを抱えるベネズエラにおいて、彼の富には渇望の眼差しが常に向けられており、家族を公開することは身代金目当ての誘拐や脅迫の危険性が高いあるからである[1]。

カラカスでの生活は人生ではない。突然死ぬかもしれない、仕事に出て行って戻ってこられないかもしれない、そんな不安がつきまとうんだ。（中略）昔から街は混沌としていたが今はもっとひどい。私が住んでいた頃はそれほど悪くなかったけど今は住めない。でも家族がそこにいるから心配だ。私は毎日、無事かどうか確認するために会話をする。いつもTwitterのニュースで何が起こったのかを確認している。（中略）私の家族が誰であるかを知っている人はほとんどいない。妻が誰であるか誰にも知られたくない。誘拐される危険もある。そんな危険は冒したくない。

## 個人成績

### クラブでの成績
2024年7月9日現在
| クラブ                | シーズン       | リーグ戦                     | リーグ戦 | リーグ戦 | カップ戦 | カップ戦 | リーグ杯 | リーグ杯 | 国際大会 | 国際大会 | 通算 | 通算 |
| クラブ                | シーズン       | ディビジョン                 | 出場     | 得点     | 出場     | 得点     | 出場     | 得点     | 出場     | 得点     | 出場 | 得点 |
| --------------------- | -------------- | ---------------------------- | -------- | -------- | -------- | -------- | -------- | -------- | -------- | -------- | ---- | ---- |
| アラグア              | 2006-07        | ベネズエラ・プリメーラ       | 21       | 7        | 0        | 0        | —        | —        | —        | —        | 21   | 7    |
| アラグア              | 2007-08        | ベネズエラ・プリメーラ       | 28       | 8        | 9        | 3        | —        | —        | —        | —        | 37   | 11   |
| アラグア              | 通算           | 通算                         | 49       | 15       | 9        | 3        | —        | —        | —        | —        | 58   | 18   |
| ラス・パルマス        | 2008-09        | セグンダ                     | 10       | 0        | 0        | 0        | —        | —        | —        | —        | 10   | 0    |
| ラス・パルマス        | 2009-10        | セグンダ                     | 36       | 10       | 1        | 2        | —        | —        | —        | —        | 37   | 12   |
| ラス・パルマス        | 通算           | 通算                         | 46       | 10       | 1        | 2        | —        | —        | —        | —        | 47   | 12   |
| マラガ                | 2010-11        | ラ・リーガ                   | 30       | 14       | 2        | 2        | —        | —        | —        | —        | 32   | 16   |
| マラガ                | 2011-12        | ラ・リーガ                   | 37       | 11       | 3        | 0        | —        | —        | —        | —        | 40   | 11   |
| マラガ                | 通算           | 通算                         | 67       | 25       | 5        | 2        | —        | —        | —        | —        | 72   | 27   |
| ルビン・カザン        | 2012-13        | ロシア・プレミアリーグ       | 25       | 7        | 0        | 0        | —        | —        | 12       | 6        | 37   | 13   |
| ルビン・カザン        | 2013-14        | ロシア・プレミアリーグ       | 11       | 6        | 0        | 0        | —        | —        | 8        | 6        | 19   | 12   |
| ルビン・カザン        | 通算           | 通算                         | 36       | 13       | 0        | 0        | —        | —        | 20       | 12       | 56   | 25   |
| ゼニト                | 2013-14        | ロシア・プレミアリーグ       | 10       | 7        | 0        | 0        | —        | —        | 2        | 1        | 12   | 8    |
| ゼニト                | 2014-15        | ロシア・プレミアリーグ       | 26       | 13       | 2        | 1        | —        | —        | 16       | 6        | 44   | 20   |
| ゼニト                | 2015-16        | ロシア・プレミアリーグ       | 1        | 0        | 1        | 0        | —        | —        | 0        | 0        | 2    | 0    |
| ゼニト                | 通算           | 通算                         | 37       | 20       | 3        | 1        | —        | —        | 18       | 7        | 58   | 28   |
| WBA                   | 2015-16        | イングランド・プレミアリーグ | 34       | 9        | 5        | 1        | 1        | 0        | —        | —        | 40   | 10   |
| WBA                   | 2016-17        | イングランド・プレミアリーグ | 37       | 8        | 1        | 0        | 1        | 0        | —        | —        | 39   | 8    |
| WBA                   | 2017-18        | イングランド・プレミアリーグ | 37       | 7        | 2        | 2        | 2        | 1        | —        | —        | 39   | 10   |
| WBA                   | 通算           | 通算                         | 108      | 24       | 8        | 3        | 4        | 1        | —        | —        | 120  | 28   |
| ニューカッスル (loan) | 2018-19        | イングランド・プレミアリーグ | 32       | 11       | 0        | 0        | 1        | 1        | —        | —        | 33   | 12   |
| 大連一方              | 2019           | 中国超級                     | 11       | 5        | 1        | 0        | —        | —        | —        | —        | 12   | 5    |
| 大連一方              | 2020           | 中国超級                     | 16       | 9        | 0        | 0        | —        | —        | —        | —        | 16   | 9    |
| 大連一方              | 通算           | 通算                         | 27       | 14       | 1        | 0        | —        | —        | —        | —        | 28   | 14   |
| CSKAモスクワ (loan)   | 2020–21        | ロシア・プレミアリーグ       | 10       | 4        | 3        | 0        | —        | —        | —        | —        | 13   | 4    |
| エヴァートン          | 2021-22        | イングランド・プレミアリーグ | 20       | 1        | 2        | 2        | 1        | 0        | —        | —        | 23   | 3    |
| エヴァートン          | 2022-23        | イングランド・プレミアリーグ | 7        | 0        | 0        | 0        | 1        | 0        | —        | —        | 8    | 0    |
| エヴァートン          | 通算           | 通算                         | 27       | 1        | 2        | 2        | 2        | 0        | 0        | 0        | 31   | 3    |
| リーベル・プレート    | 2023           | アルゼンチン・プリメーラ     | 31       | 10       | 4        | 0        | —        | —        | 2        | 0        | 37   | 10   |
| パチューカ            | 2023-24        | リーガMX                     | 21       | 10       | —        | —        | —        | —        | 7        | 9        | 28   | 19   |
| キャリア総通算        | キャリア総通算 | キャリア総通算               | 491      | 157      | 36       | 13       | 7        | 2        | 47       | 28       | 581  | 200  |

1. 1 2  UEFAヨーロッパリーグ
2. ↑  UEFAチャンピオンズリーグ
3. ↑  UEFAチャンピオンズリーグ10試合3得点、UEFAヨーロッパリーグ6試合3得点を記録
4. ↑  コパ・リベルタドーレス
5. ↑  CONCACAFチャンピオンズカップ

### 代表での出場
2024年7月9日現在
- 国際Aマッチ 108試合出場 44得点（2008 - )

出場大会
- 2011年 - コパ・アメリカ2011 （4位）
- 2015年 - コパ・アメリカ2015 （グループステージ敗退）
- 2016年 - コパ・アメリカ・センテナリオ （ベスト8）
- 2019年 - コパ・アメリカ2019 （ベスト8）
- 2024年 - コパ・アメリカ2024 （ベスト8）

| ベネズエラ代表 | 国際Aマッチ | 国際Aマッチ |
| 年             | 出場        | 得点        |
| -------------- | ----------- | ----------- |
| 2008           | 3           | 1           |
| 2009           | 3           | 1           |
| 2010           | 3           | 0           |
| 2011           | 11          | 3           |
| 2012           | 8           | 5           |
| 2013           | 6           | 2           |
| 2014           | 2           | 0           |
| 2015           | 10          | 2           |
| 2016           | 11          | 4           |
| 2017           | 9           | 1           |
| 2018           | 4           | 2           |
| 2019           | 10          | 9           |
| 2020           | 2           | 1           |
| 2021           | 0           | 0           |
| 2022           | 10          | 7           |
| 2023           | 10          | 3           |
| 2024           | 6           | 3           |
| 通算           | 108         | 44          |

### 代表での得点
| #   | 開催日         | 開催地                     | 対戦国               | スコア | 結果        | 大会                              |
| --- | -------------- | -------------------------- | -------------------- | ------ | ----------- | --------------------------------- |
| 1.  | 2008年3月23日  | プエルト・ラ・クルス       | エルサルバドル       | 1–0    | 1–0         | 親善試合                          |
| 2.  | 2009年2月11日  | マトゥリン                 | グアテマラ           | 2–1    | 2–1         | 親善試合                          |
| 3.  | 2011年2月9日   | プエルト・ラ・クルス       | コスタリカ           | 1–1    | 2–2         | 親善試合                          |
| 4.  | 2011年2月9日   | プエルト・ラ・クルス       | コスタリカ           | 2–2    | 2–2         | 親善試合                          |
| 5.  | 2011年7月13日  | サルタ                     | パラグアイ           | 1-0    | 3–3         | コパ・アメリカ2011                |
| 6.  | 2012年5月23日  | プエルト・オルダス         | モルドバ             | 2–0    | 4–0         | 親善試合                          |
| 7.  | 2012年5月23日  | プエルト・オルダス         | モルドバ             | 4–0    | 4–0         | 親善試合                          |
| 8.  | 2012年6月2日   | モンテビデオ               | ウルグアイ           | 1–1    | 1–1         | 2014 FIFAワールドカップ・南米予選 |
| 9.  | 2012年9月11日  | アスンシオン               | パラグアイ           | 1-0    | 2-0         | 2014 FIFAワールドカップ・南米予選 |
| 10. | 2012年9月11日  | アスンシオン               | パラグアイ           | 2-0    | 2-0         | 2014 FIFAワールドカップ・南米予選 |
| 11. | 2013年3月26日  | プエルト・オルダス         | コロンビア           | 1–0    | 1–0         | 2014 FIFAワールドカップ・南米予選 |
| 12. | 2013年9月10日  | プエルト・ラ・クルス       | ペルー               | 1–1    | 3–2         | 2014 FIFAワールドカップ・南米予選 |
| 13. | 2015年6月13日  | ランカグア                 | コロンビア           | 1-0    | 1-0         | コパ・アメリカ2015                |
| 14. | 2015年9月8日   | プエルト・オルダス         | パナマ               | 1–1    | 1–1         | 親善試合                          |
| 15. | 2016年5月27日  | サンホセ                   | コスタリカ           | 1-0    | 1-2         | 親善試合                          |
| 16. | 2016年6月1日   | フォートローダーデール     | グアテマラ           | 1-1    | 1-1         | 親善試合                          |
| 17. | 2016年6月9日   | フィラデルフィア           | ウルグアイ           | 1-0    | 1-0         | コパ・アメリカ・センテナリオ      |
| 18. | 2016年6月18日  | サンタクララ               | アルゼンチン         | 1-3    | 1-4         | コパ・アメリカ・センテナリオ      |
| 19. | 2017年3月28日  | サンティアゴ               | チリ                 | 1-3    | 1-3         | 2018 FIFAワールドカップ・南米予選 |
| 20. | 2018年9月11日  | パナマ市                   | パナマ               | 1-0    | 2-0         | 親善試合                          |
| 21. | 2018年9月11日  | パナマ市                   | パナマ               | 2-0    | 2-0         | 親善試合                          |
| 22. | 2019年3月22日  | マドリード                 | アルゼンチン         | 1-0    | 3-1         | 親善試合                          |
| 23. | 2019年6月9日   | シンシナティ               | アメリカ合衆国       | 1-0    | 3-0         | 親善試合                          |
| 24. | 2019年6月9日   | シンシナティ               | アメリカ合衆国       | 3-0    | 3-0         | 親善試合                          |
| 25. | 2019年10月10日 | カラカス                   | ボリビア             | 3-0    | 4-1         | 親善試合                          |
| 26. | 2019年10月10日 | カラカス                   | ボリビア             | 4-1    | 4-1         | 親善試合                          |
| 27. | 2019年10月14日 | カラカス                   | トリニダード・トバゴ | 1-0    | 2-0         | 親善試合                          |
| 28. | 2019年11月19日 | 吹田市                     | 日本                 | 1-0    | 4-1         | キリンチャレンジカップ2019        |
| 29. | 2019年11月19日 | 吹田市                     | 日本                 | 2-0    | 4-1         | キリンチャレンジカップ2019        |
| 30. | 2019年11月19日 | 吹田市                     | 日本                 | 3-0    | 4-1         | キリンチャレンジカップ2019        |
| 31. | 2020年11月17日 | カラカス                   | チリ                 | 2-1    | 2-1         | 2022 FIFAワールドカップ・南米予選 |
| 32. | 2022年1月28日  | バリナス                   | ボリビア             | 1-0    | 4-1         | 2022 FIFAワールドカップ・南米予選 |
| 33. | 2022年1月28日  | バリナス                   | ボリビア             | 2-0    | 4-1         | 2022 FIFAワールドカップ・南米予選 |
| 34. | 2022年1月28日  | バリナス                   | ボリビア             | 4-1    | 4-1         | 2022 FIFAワールドカップ・南米予選 |
| 35. | 2022年6月1日   | タ・カリ                   | マルタ               | 1-0    | 1-0         | 親善試合                          |
| 36. | 2022年9月27日  | ウィーナー・ノイシュタット | アラブ首長国連邦     | 2-0    | 4-0         | 親善試合                          |
| 37. | 2022年11月15日 | Al Hamriyah                | パナマ               | 1-2    | 2-2         | 親善試合                          |
| 38. | 2022年11月20日 | ドバイ                     | シリア               | 2-1    | 2-1         | 親善試合                          |
| 39. | 2023年3月24日  | ジッダ                     | サウジアラビア       | 2-0    | 2-1         | 親善試合                          |
| 40. | 2023年9月12日  | マトゥリン                 | パナマ               | 1-0    | 1-0         | 2026 FIFAワールドカップ・南米予選 |
| 41. | 2023年10月17日 | マトゥリン                 | チリ                 | 2-0    | 3-0         | 2026 FIFAワールドカップ・南米予選 |
| 42. | 2024年6月26日  | イングルウッド             | メキシコ             | 1-0    | 1-0         | コパ・アメリカ2024                |
| 43. | 2024年6月30日  | オースティン               | ジャマイカ           | 2-0    | 3-0         | コパ・アメリカ2024                |
| 44. | 2024年7月5日   | オースティン               | カナダ               | 1-1    | 1-1 (3-4 p) | コパ・アメリカ2024                |

## タイトル

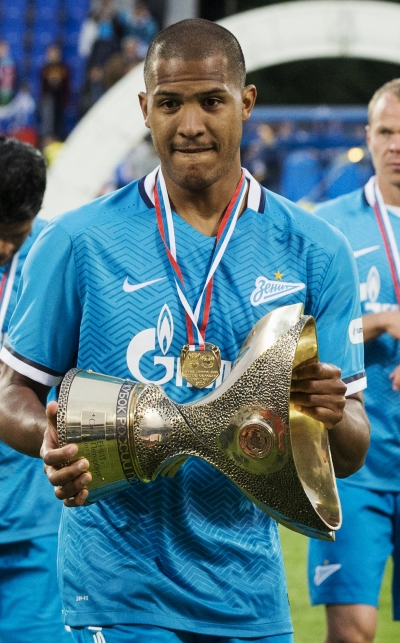
ロシア・スーパー杯優勝セレモニーでのロンドン（2015年）

### クラブ
アラグア
- コパ・ベネズエラ（英語版） : 2007-08

ゼニト・サンクトペテルブルク
- ロシア・プレミアリーグ : 2014-15
- ロシア・スーパーカップ : 2015

リーベル・プレート
- スーペルリーガ : 2023

パチューカ
- CONCACAFチャンピオンズカップ : 2024

### 代表
- キリンカップ : 2019

### 個人
ニューカッスル
- ニューカッスル・ユナイテッド年間最優秀選手 : 2019

パチューカ
- リーガMX得点王 : 2024クラウスーラ
- CONCACAFチャンピオンズカップ最優秀選手 : 2024
- CONCACAFチャンピオンズカップ得点王 : 2024
- CONCACAFチャンピオンズカップ・ベストイレブン : 2024